# آرامگاه گمه گنجه
آرامگاه گمه گنجه مربوط به سدهٔ ۲ تا ۵ ه.ق است و در شهرستان پل‌دختر، بخش مرکزی، دهستان جایدر، ۱/۵ کیلومتری جنوب شرق روستای چال کل چوبتراش واقع شده و این اثر در تاریخ ۲۸ اسفند ۱۳۸۵ با شمارهٔ ثبت ۱۸۴۵۳ به‌عنوان یکی از آثار ملی ایران به ثبت رسیده است.